# Courtyard Stockholm
Courtyard Stockholm är ett hotell på Kungsholmen i Stockholm med adress Rålambshovsleden 50. Hotellbyggnaden är en del av den nya bebyggelsen i kvarteret Snöflingan.

## Beskrivning
Hotellet utgör den södra delen av kvarteret Snöflingan och har sin smala gavelsida riktad mot Lindhagensplan. Courtyard är en 11-våningsbyggnad inkluderat takvåning. Huset färdigställdes i början av år 2010 med Skanska som entreprenör och Reflex Arkitekter som arkitekt.  Fasadmaterialet består av en blandning av vit avfärgad puts, ljusa stenplattor och glasskivor. Hotellet förfogar bland annat över 282 gästrum, en 370 m2 delbar balsal och en 1000 m2 stor konferensavdelning. Fastigheten ägs av Fastighets AB Balder och verksamheten bedrivs av dotterbolaget SHG Courthotel Lindhagensplan AB som franchise från den USA-baserade koncernen Marriott International.
“Courtyard Stockholm” var nominerat till den årliga arkitekturtävlingen Årets Stockholmsbyggnad 2010 som arrangeras av Stockholms stad.

## Bilder

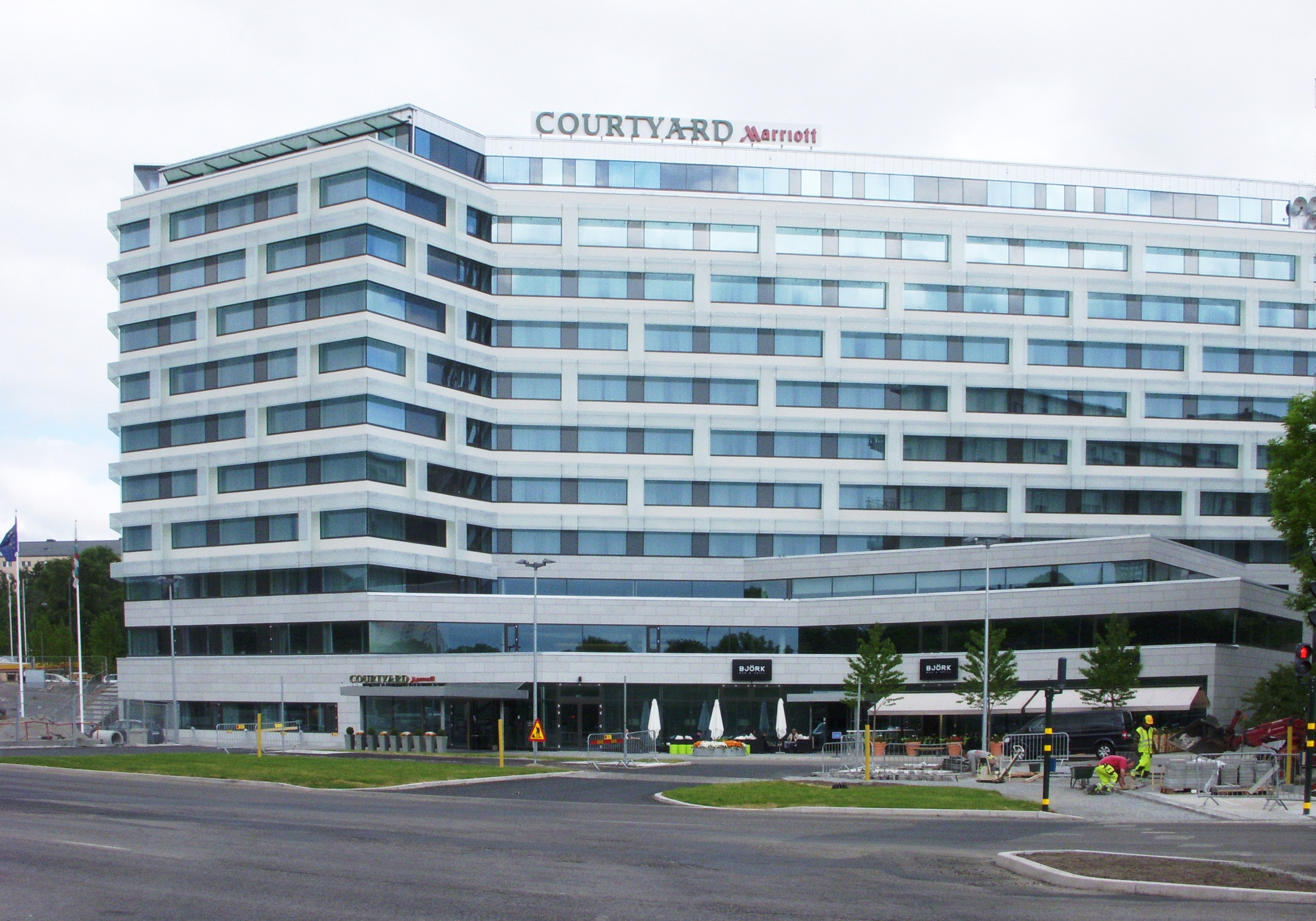
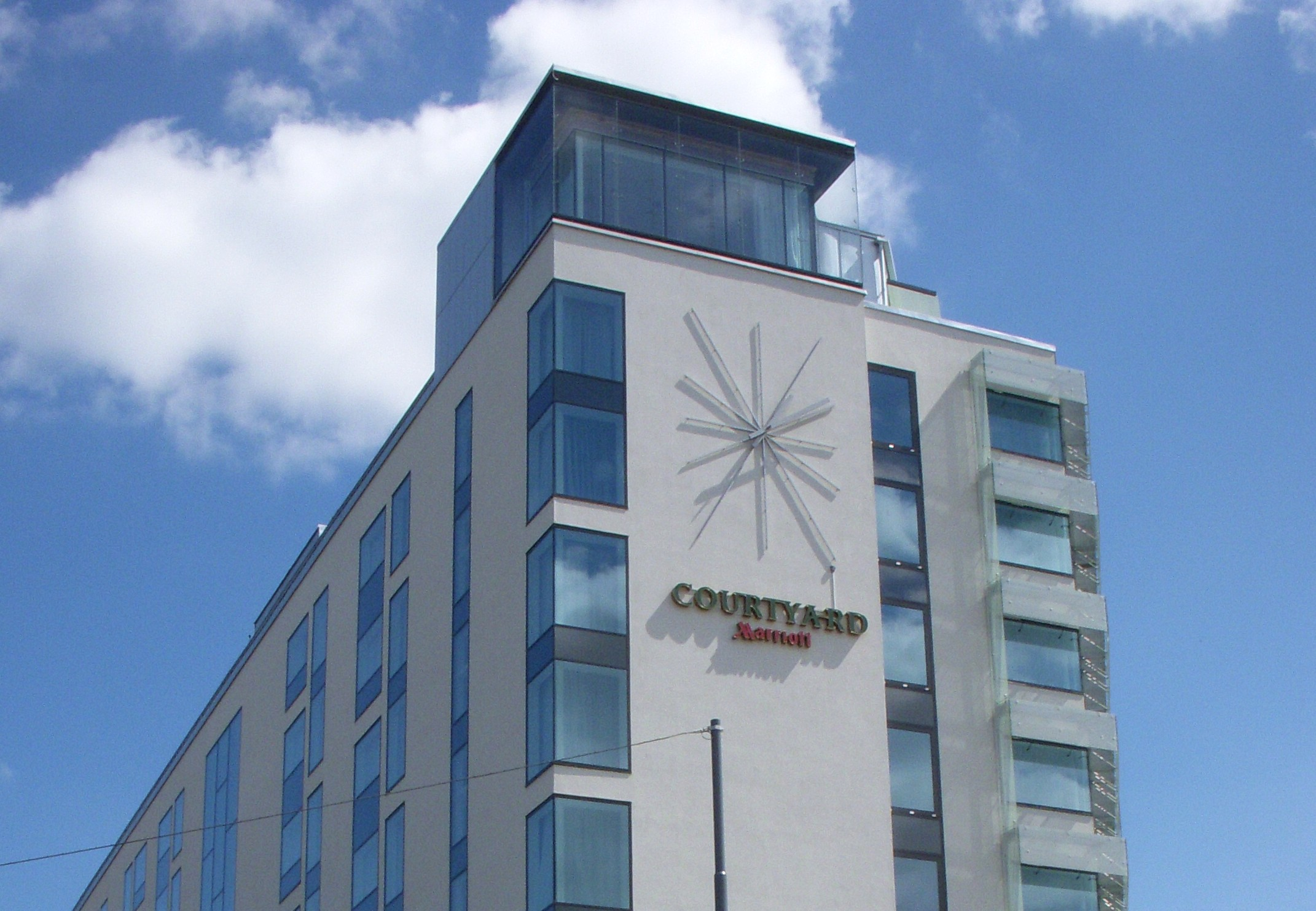
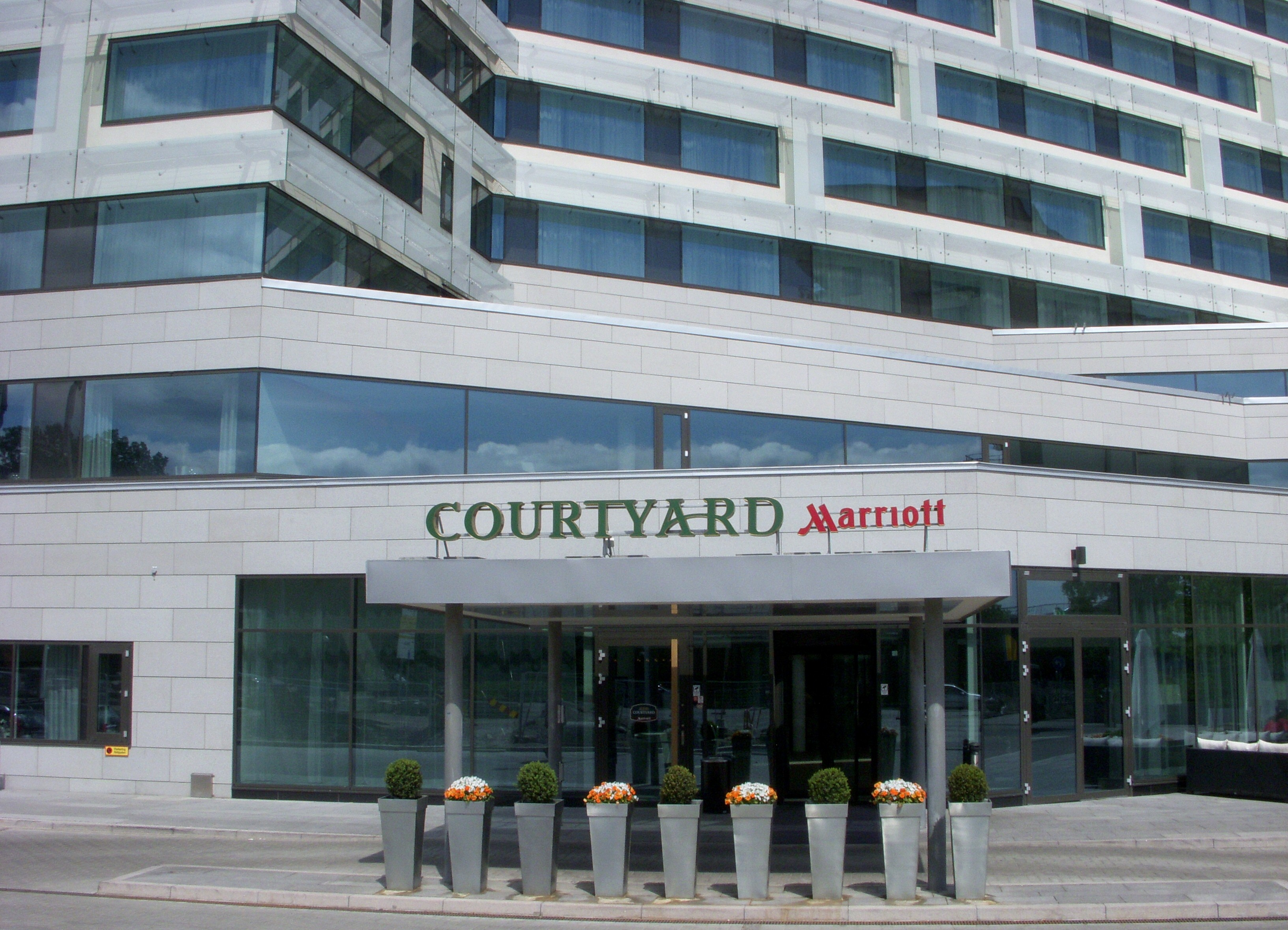
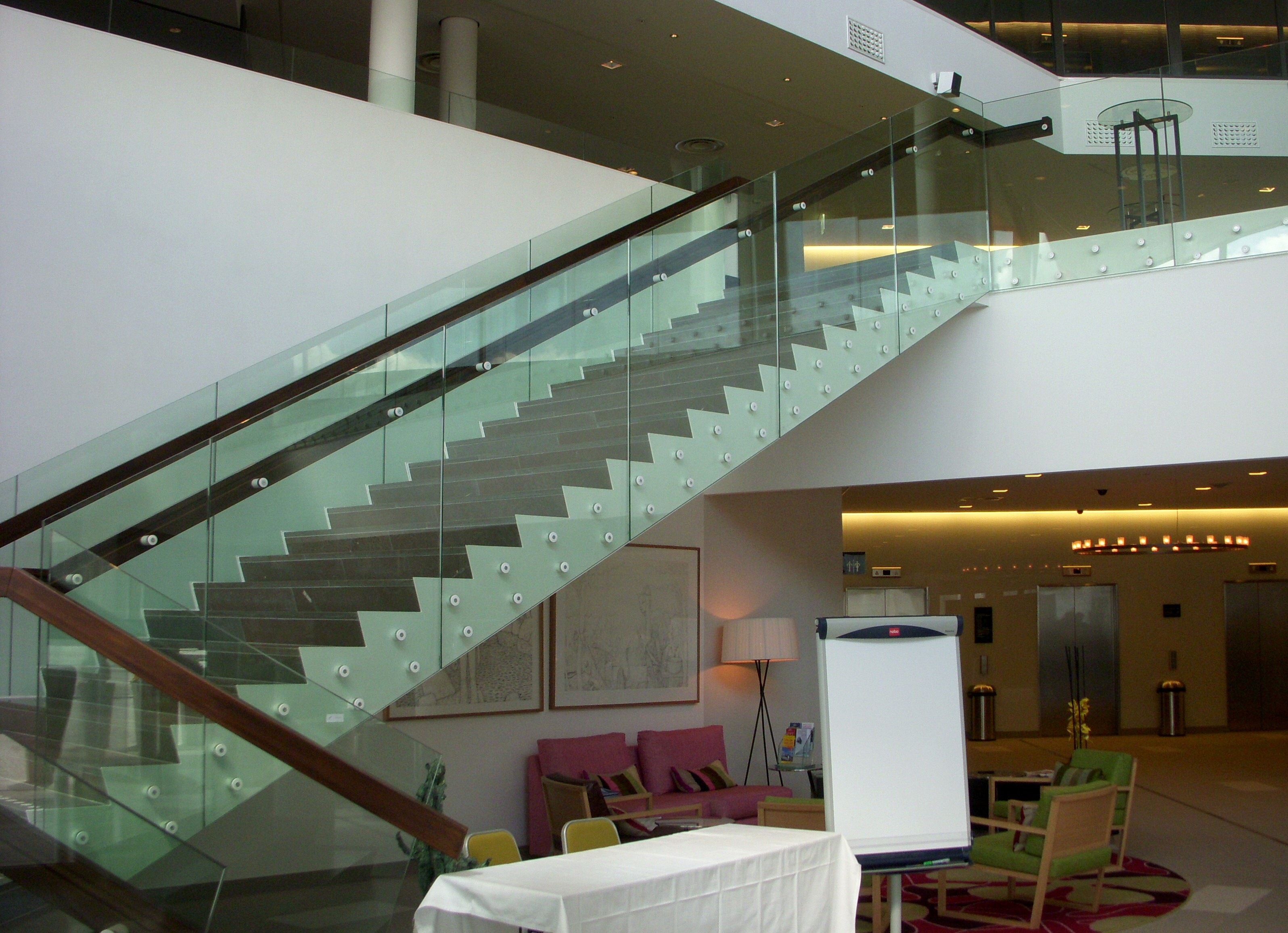